# Torymus vallisnierii
Torymus vallisnierii är en stekelart som beskrevs av Cameron 1901. Torymus vallisnierii ingår i släktet Torymus och familjen gallglanssteklar. Arten är reproducerande i Sverige. Inga underarter finns listade i Catalogue of Life.